# Хамід Аль-Булгарі
Хамід Аль-Булгарі (повне ім'я Абул Аля Хамід Ібн Ідрис Аль-Булгарі) — мусульманський теолог і філософ XII століття.
Походив з Волзької Булгарії. Жив у Бухарі та Нішапурі. Вважався знавцем хадисів. Після повернення на батьківщину певний час обіймав посаду судді та викладав - одним з його учнів був Сулейман Ібн Дауд. 
Завершальну частину життя Хамід Аль-Булгарі провів у Саксині, де не припиняв працю над релігійно-філософськими текстами. 